# Charles H. Bennett
Charles Henry Bennett (* 1943) je fyzik, informační teoretik a výzkumník IBM. Bennettova nedávná práce v IBM se soustředí na kontrolu fyzikálních zákonů na základě informací, které uplatňuje kvantové fyzika na problémy týkající se výměny informací. Hrál hlavní roli v objasnění propojení mezi fyzikou a informacemi, zejména v oblasti kvantových výpočtů, ale také v oblasti celulárních automatů a reverzibilního počítání. Spolu s Gillesem Brassardem objevil koncept kvantové kryptografie a je jedním ze zakladatelů moderní kvantové teorie informace.

## Počátek kariéry
Narodil se v roce 1943 v New Yorku. Získal bakalářský titul v oboru chemii z Brandeis University v roce 1964 a doktroský titul z Harvardovy univerzity v roce 1970 za studium molekulární dynamiky (počítačové simulace pohybu molekul) pod vedením David Turnbulla a Berniho Aldera. Na Harvardu také rok pracoval pro Jamese Watsona jako vyučující asistent v oblasti genetického kódu. Další dva roky pokračoval v tomto výzkumu s Aneesurem Rahmanem v Argonne Laboratory.
Po vstupu do výzkumného programu IBM v roce 1972 pracoval s Rolfe Landauerem kdy ukázali, že všeobecné výpočty může být proveden logicky a termodynamicky reverzibilním přístrojem a v roce 1982 navrhl reinterpretaci maxwellova démona, přisuzující jeho neschopnost prolomit druhý zákon termodynamický ceně za zničení informace. Publikoval rovněž důležitý dokument pro odhad volné energie rozdílů mezi dvěma systémy.

## Kvantová kryptografie
Ve spolupráci s Gillesem Brassardem z Université de Montréal vyvinut systém kvantové kryptografie, známý jako BB84, který umožňuje bezpečnou komunikaci mezi stranami, které nesdílejí žádné tajné informace. S pomocí Johna Smolina postavil první pracovní demonstraci kvantové kryptografie v roce 1989.
Jeho další výzkumné zájmy se týkají algoritmické teorie informace, v níž jsou pojmy informace a náhodnost vyvinuty, pokud jde o vstup/výstup vztahu univerzálních počítačů a analogického používání univerzálních počítačů definovány vnitřní složitostí nebo "logické hloubkou" fyzikálního stavu jako čas potřebný pro univerzální počítač k simulaci vývoje stavu z náhodného počátečního stavu.

## Teleportace
V roce 1993 Bennett a Brassard objeveili ve spolupráci a dalšími vědci „kvantovou teleportaci“. Efekt ve kterém je kompletní informace v neznámém kvantovém stavu rozložen do čistě klasické informace a čistě neklasické Einsteinovy-Podolského-Rosenovy korelace a tato se posílá prostřednictvím dvou oddělených kanálů a později je znovu na novém místě vyrobena přesnou repliku původního kvantový stavu, který byl zničen při procesu odesílání.

## Pozdější práce
V letech 1995-1997 ve spolupráci se Smolinem, Woottersem, Di Vincenzem a dalšími představil několik technik pro věrný přenos klasické a kvantové informace přes hlučné kanály, které jsou součástí větší oblasti kvantové informace a výpočetní teorie. 
Bennett je členem Americké fyzikální společnosti a je členem Národní Akademie Věd. V roce 2008 mu byla udělena Harvey Prize od Technion a v roce 2006 Ran prize v optoelektroniky.

## Soukromý život
Bennett je ateista.[zdroj?]